# الدوري الإسواتيني الممتاز
دوري إسواتيني الأول لكرة القدم هي مسابقة كرة القدم بين أندية إسواتيني .
البطل الحالي هو مبابان سوالوز.